# 728 (numero)
Settecentoventotto (728) è il numero naturale dopo il 727 e prima del 729.

## Proprietà matematiche
- È un numero pari.
- È un numero composto con 16 divisori: 1, 2, 4, 7, 8, 13, 14, 26, 28, 52, 56, 91, 104, 182, 364, 728. Poiché la somma dei divisori (escluso il numero stesso) è 952 > 728, è un numero abbondante.
- È un numero semiperfetto in quanto pari alla somma di alcuni (o tutti) i suoi divisori.
- È un numero di Smith nel sistema numerico decimale.
- È un numero palindromo e un numero a cifra ripetuta nel sistema di numerazione posizionale a base 3 (222222) e in quello a base 9 (888).
- È un numero pratico.
- È un numero congruente.
- È parte delle terne pitagoriche (54, 728, 730), (280, 672, 728), (429, 728, 845), (480, 728, 872), (546, 728, 910), (615, 728, 953), (728, 1071, 1295), (728, 1170, 1378), (728, 1254, 1450), (728, 1365, 1547), (728, 2310, 2422), (728, 2496, 2600), (728, 2655, 2753), (728, 4704, 4760), (728, 5070, 5122), (728, 8265, 8297), (728, 9450, 9478), (728, 10179, 10205), (728, 16554, 16570), (728, 18921, 18935), (728, 33120, 33128), (728, 66246, 66250), (728, 132495, 132497).
- È un numero nontotiente (per cui la equazione φ(x) = n non ha soluzione).

## Astronomia
- 728 Leonisis è un asteroide della fascia principale del sistema solare.
- NGC 728 è una stella tripla della costellazione dei Pesci.

## Astronautica
- Cosmos 728 è un satellite artificiale russo.